# Angelo di Pietro
Angelo Di Pietro (Vivaro Romano, 22 de maio de 1828 — Roma, 5 de dezembro de 1914) foi um cardeal italiano. Foi Núncio Apostólico no Brasil de 1879 a 1882.

## Biografia
Angelo di Pietro estudou no Seminário de Tivoli e na Universidade La Sapienza, em Roma, onde obteve doutorado in utroque iure, direito canônico e civil, em 8 de junho de 1854 ou 3 de março de 1858. Ordenado ao sacerdócio em 20 de dezembro de 1851, em Tivoli. Estudos posteriores em Roma. Secretário e pró-vigário geral do bispo de Tivoli; vigário geral da diocese de Ostia e Velletri.
Eleito bispo titular de Nisa di Licia e nomeado auxiliar de Velletri em 25 de junho de 1866. Consagrado em 1º de julho de 1866, igreja de S. Catarina di Siena, Roma, pelo cardeal Gustav Adolph von Hohenlohe, auxiliado por Carlo Gigli, bispo de Tivoli, e por Giuseppe Cardoni, bispo de Recanati. Promovido à sé titular de Nazianzo, 28 de dezembro de 1877. Delegado apostólico e legado extraordinário no Paraguai, no Uruguai e na Argentina, 18 de janeiro de 1878. Internúncio no Império do Brasil, 30 de setembro de 1879. Núncio na Baviera, 21 de março de 1882. Núncio na Espanha, 23 de maio de 1887.
Criado cardeal-presbítero pelo Papa Leão XIII no consistório de 16 de janeiro de 1893; recebeu o chapéu vermelho e o título de Ss. Bonifacio ed Alessio, 15 de junho de 1893. Prefeito da Sagrada Congregação do Conselho e da Sagrada Congregação da Imunidade Eclesiástica, 20 de junho de 1893 até 20 de junho de 1902. Membro do Conselho de Cardeais para a Eleição dos Bispos Italianos, 8 de agosto de 1894. Camerlengo do Sagrado Colégio dos Cardeais, 18 de março de 1895 até 1896. Prefeito da Sagrada Congregação dos Bispos e Regulares, 20 de julho de 1902; renunciou ao cargo em 27 de novembro seguinte. Prodatário de Sua Santidade, 27 de novembro de 1902; datário em 29 de junho de 1908; ocupou o cargo até sua morte. Optou pelo título de S. Lorenzo in Lucina, em 22 de junho de 1903. Participou do conclave de 1903, que elegeu o Papa Pio X. Participou do conclave de 1914, que elegeu o Papa Bento XV.
Por volta de 1902, permanecendo vinculado ao seu lugar de nascimento, decidiu libertar Vivaro Romano da dívida anual que a cidade tinha para com o proprietário de terras, príncipe da família Borghese; doou todos os bens aos cidadãos, que os administraram através da universidade agrícola. Em 1908 promoveu a reconstrução completa da igreja paroquial de San Biagio in Vivaro Romano.
Cardeal Di Pietro faleceu em 5 de dezembro de 1914, Roma. Enterrado na capela dos Reverendos Cônegos da basílica patriarcal do Vaticano, cemitério Campo di Verano, Roma.